# Milano-Vignola 1980
La Milano-Vignola 1980, ventottesima edizione della corsa, si svolse il 25 aprile 1980 per un percorso totale di 230 km, con partenza ed arrivo a Vignola. La vittoria fu appannaggio dell'italiano Giovanni Battaglin, il quale completò la gara in 5h30'17", alla media di 41,818 km/h, precedendo i connazionali Francesco Moser e Silvano Contini.

## Ordine d'arrivo (Top 10)
| Pos. | Corridore           | Squadra    | Tempo    |
| ---- | ------------------- | ---------- | -------- |
| 1    | Giovanni Battaglin  | Inoxpran   | 5h30'17" |
| 2    | Francesco Moser     | Sanson     | s.t.     |
| 3    | Silvano Contini     | Bianchi    | s.t.     |
| 4    | Giovanni Mantovani  | Hoonved    | s.t.     |
| 5    | Giuseppe Saronni    | Gis Gelati | s.t.     |
| 6    | Claudio Torelli     | Bianchi    | s.t.     |
| 7    | Franco Conti        | S. Giacomo | s.t.     |
| 8    | Alessandro Pozzi    | Bianchi    | s.t.     |
| 9    | G. Baronchelli      | Bianchi    | s.t.     |
| 10   | Leonardo Mazzantini | Sanson     | s.t.     |